# Eleições autárquicas portuguesas de 1976 no distrito de Viseu
| Eleições autárquicas portuguesas de 1976 Distritos: Aveiro \| Beja \| Braga \| Bragança \| Castelo Branco \| Coimbra \| Évora \| Faro \| Guarda \| Leiria \| Lisboa \| Portalegre \| Porto \| Santarém \| Setúbal \| Viana do Castelo \| Vila Real \| Viseu \| Açores \| Madeira |

## Resultados por concelho
Os resultados nos concelhos do distrito de Viseu foram os seguintes:

### Armamar
| Partido                 | Partido                     | Votos | %               | Vereadores |
| ----------------------- | --------------------------- | ----- | --------------- | ---------- |
|                         | Partido Social Democrata    | 2 314 | 61,72 / 100,00  | 4 / 5      |
|                         | Centro Democrático Social   | 926   | 24,70 / 100,00  | 1 / 5      |
|                         | Frente Eleitoral Povo Unido | 287   | 7,66 / 100,00   | 0 / 5      |
| Votos Inválidos         | Votos Inválidos             | 222   | 5,92 / 100,00   |            |
| Total                   | Total                       | 3 749 | 100,00 / 100,00 | 5 / 5      |
| Eleitorado/Participação | Eleitorado/Participação     | 6 058 | 61,89 / 100,00  |            |

### Carregal do Sal
| Partido                 | Partido                     | Votos | %               | Vereadores |
| ----------------------- | --------------------------- | ----- | --------------- | ---------- |
|                         | Partido Social Democrata    | 2 471 | 62,16 / 100,00  | 4 / 5      |
|                         | Centro Democrático Social   | 1 006 | 25,31 / 100,00  | 1 / 5      |
|                         | Frente Eleitoral Povo Unido | 284   | 7,14 / 100,00   | 0 / 5      |
| Votos Inválidos         | Votos Inválidos             | 214   | 5,38 / 100,00   |            |
| Total                   | Total                       | 3 975 | 100,00 / 100,00 | 5 / 5      |
| Eleitorado/Participação | Eleitorado/Participação     | 7 804 | 50,94 / 100,00  |            |

### Castro Daire
| Partido                 | Partido                     | Votos  | %               | Vereadores |
| ----------------------- | --------------------------- | ------ | --------------- | ---------- |
|                         | Partido Social Democrata    | 4 243  | 52,94 / 100,00  | 4 / 7      |
|                         | Partido Socialista          | 1 872  | 23,36 / 100,00  | 2 / 7      |
|                         | Centro Democrático Social   | 1 134  | 14,15 / 100,00  | 1 / 7      |
|                         | Frente Eleitoral Povo Unido | 247    | 3,08 / 100,00   | 0 / 7      |
| Votos Inválidos         | Votos Inválidos             | 518    | 6,46 / 100,00   |            |
| Total                   | Total                       | 8 014  | 100,00 / 100,00 | 7 / 7      |
| Eleitorado/Participação | Eleitorado/Participação     | 13 536 | 59,21 / 100,00  |            |

### Cinfães
| Partido                 | Partido                     | Votos  | %               | Vereadores |
| ----------------------- | --------------------------- | ------ | --------------- | ---------- |
|                         | Partido Socialista          | 4 223  | 45,40 / 100,00  | 4 / 7      |
|                         | Centro Democrático Social   | 4 123  | 44,32 / 100,00  | 3 / 7      |
|                         | Frente Eleitoral Povo Unido | 400    | 4,30 / 100,00   | 0 / 7      |
| Votos Inválidos         | Votos Inválidos             | 556    | 5,97 / 100,00   |            |
| Total                   | Total                       | 9 302  | 100,00 / 100,00 | 7 / 7      |
| Eleitorado/Participação | Eleitorado/Participação     | 16 527 | 56,28 / 100,00  |            |

### Lamego
| Partido                 | Partido                                 | Votos  | %               | Vereadores |
| ----------------------- | --------------------------------------- | ------ | --------------- | ---------- |
|                         | Partido Social Democrata                | 3 820  | 32,87 / 100,00  | 3 / 7      |
|                         | Centro Democrático Social               | 3 490  | 30,03 / 100,00  | 2 / 7      |
|                         | Partido Socialista                      | 2 459  | 21,16 / 100,00  | 2 / 7      |
|                         | Frente Eleitoral Povo Unido             | 811    | 6,98 / 100,00   | 0 / 7      |
|                         | Grupos Dinamizadores de Unidade Popular | 114    | 0,98 / 100,00   | 0 / 7      |
| Votos Inválidos         | Votos Inválidos                         | 927    | 7,97 / 100,00   |            |
| Total                   | Total                                   | 11 621 | 100,00 / 100,00 | 7 / 7      |
| Eleitorado/Participação | Eleitorado/Participação                 | 20 808 | 55,85 / 100,00  |            |

### Mangualde
| Partido                 | Partido                     | Votos  | %               | Vereadores |
| ----------------------- | --------------------------- | ------ | --------------- | ---------- |
|                         | Centro Democrático Social   | 3 134  | 38,73 / 100,00  | 3 / 7      |
|                         | Partido Socialista          | 2 414  | 29,83 / 100,00  | 2 / 7      |
|                         | Partido Social Democrata    | 1 746  | 21,58 / 100,00  | 2 / 7      |
|                         | Frente Eleitoral Povo Unido | 386    | 4,77 / 100,00   | 0 / 7      |
| Votos Inválidos         | Votos Inválidos             | 412    | 5,09 / 100,00   |            |
| Total                   | Total                       | 8 092  | 100,00 / 100,00 | 7 / 7      |
| Eleitorado/Participação | Eleitorado/Participação     | 14 597 | 55,44 / 100,00  |            |

### Moimenta da Beira
| Partido                 | Partido                     | Votos | %               | Vereadores |
| ----------------------- | --------------------------- | ----- | --------------- | ---------- |
|                         | Partido Social Democrata    | 2 181 | 42,37 / 100,00  | 2 / 5      |
|                         | Centro Democrático Social   | 1 505 | 29,23 / 100,00  | 2 / 5      |
|                         | Partido Socialista          | 742   | 14,41 / 100,00  | 1 / 5      |
|                         | Frente Eleitoral Povo Unido | 425   | 8,26 / 100,00   | 0 / 5      |
| Votos Inválidos         | Votos Inválidos             | 295   | 5,73 / 100,00   |            |
| Total                   | Total                       | 5 148 | 100,00 / 100,00 | 5 / 5      |
| Eleitorado/Participação | Eleitorado/Participação     | 8 250 | 62,40 / 100,00  |            |

### Mortágua
| Partido                 | Partido                     | Votos | %               | Vereadores |
| ----------------------- | --------------------------- | ----- | --------------- | ---------- |
|                         | Partido Social Democrata    | 1 874 | 52,36 / 100,00  | 4 / 5      |
|                         | Partido Socialista          | 924   | 25,82 / 100,00  | 1 / 5      |
|                         | Centro Democrático Social   | 327   | 9,14 / 100,00   | 0 / 5      |
|                         | Frente Eleitoral Povo Unido | 287   | 8,02 / 100,00   | 0 / 5      |
| Votos Inválidos         | Votos Inválidos             | 167   | 4,66 / 100,00   |            |
| Total                   | Total                       | 3 579 | 100,00 / 100,00 | 5 / 5      |
| Eleitorado/Participação | Eleitorado/Participação     | 7 576 | 47,24 / 100,00  |            |

### Nelas
| Partido                 | Partido                                 | Votos | %               | Vereadores |
| ----------------------- | --------------------------------------- | ----- | --------------- | ---------- |
|                         | Partido Social Democrata                | 1 569 | 33,90 / 100,00  | 2 / 5      |
|                         | Partido Socialista                      | 1 261 | 27,24 / 100,00  | 2 / 5      |
|                         | Centro Democrático Social               | 798   | 17,24 / 100,00  | 1 / 5      |
|                         | Frente Eleitoral Povo Unido             | 325   | 7,02 / 100,00   | 0 / 5      |
|                         | Grupos Dinamizadores de Unidade Popular | 160   | 3,46 / 100,00   | 0 / 5      |
| Votos Inválidos         | Votos Inválidos                         | 516   | 11,15 / 100,00  |            |
| Total                   | Total                                   | 4 629 | 100,00 / 100,00 | 5 / 5      |
| Eleitorado/Participação | Eleitorado/Participação                 | 9 738 | 47,54 / 100,00  |            |

### Oliveira de Frades
| Partido                 | Partido                     | Votos | %               | Vereadores |
| ----------------------- | --------------------------- | ----- | --------------- | ---------- |
|                         | Partido Social Democrata    | 2 559 | 53,73 / 100,00  | 3 / 5      |
|                         | Centro Democrático Social   | 1 360 | 28,55 / 100,00  | 2 / 5      |
|                         | Partido Socialista          | 450   | 9,45 / 100,00   | 0 / 5      |
|                         | Frente Eleitoral Povo Unido | 197   | 4,14 / 100,00   | 0 / 5      |
| Votos Inválidos         | Votos Inválidos             | 197   | 4,13 / 100,00   |            |
| Total                   | Total                       | 4 763 | 100,00 / 100,00 | 5 / 5      |
| Eleitorado/Participação | Eleitorado/Participação     | 6 954 | 68,49 / 100,00  |            |

### Penalva do Castelo
| Partido                 | Partido                     | Votos | %               | Vereadores |
| ----------------------- | --------------------------- | ----- | --------------- | ---------- |
|                         | Centro Democrático Social   | 1 401 | 33,91 / 100,00  | 2 / 5      |
|                         | Partido Socialista          | 1 368 | 33,11 / 100,00  | 2 / 5      |
|                         | Partido Social Democrata    | 996   | 24,10 / 100,00  | 1 / 5      |
|                         | Frente Eleitoral Povo Unido | 102   | 2,47 / 100,00   | 0 / 5      |
| Votos Inválidos         | Votos Inválidos             | 265   | 6,41 / 100,00   |            |
| Total                   | Total                       | 4 132 | 100,00 / 100,00 | 5 / 5      |
| Eleitorado/Participação | Eleitorado/Participação     | 7 181 | 57,54 / 100,00  |            |

### Penedono
| Partido                 | Partido                     | Votos | %               | Vereadores |
| ----------------------- | --------------------------- | ----- | --------------- | ---------- |
|                         | Partido Social Democrata    | 933   | 51,21 / 100,00  | 3 / 5      |
|                         | Partido Socialista          | 639   | 35,07 / 100,00  | 2 / 5      |
|                         | Frente Eleitoral Povo Unido | 95    | 5,21 / 100,00   | 0 / 5      |
| Votos Inválidos         | Votos Inválidos             | 155   | 8,51 / 100,00   |            |
| Total                   | Total                       | 1 822 | 100,00 / 100,00 | 5 / 5      |
| Eleitorado/Participação | Eleitorado/Participação     | 2 791 | 65,28 / 100,00  |            |

### Resende
| Partido                 | Partido                     | Votos | %               | Vereadores |
| ----------------------- | --------------------------- | ----- | --------------- | ---------- |
|                         | Partido Social Democrata    | 2 313 | 39,36 / 100,00  | 2 / 5      |
|                         | Partido Socialista          | 2 069 | 35,21 / 100,00  | 2 / 5      |
|                         | Centro Democrático Social   | 895   | 15,23 / 100,00  | 1 / 5      |
|                         | Frente Eleitoral Povo Unido | 213   | 3,62 / 100,00   | 0 / 5      |
| Votos Inválidos         | Votos Inválidos             | 387   | 6,57 / 100,00   |            |
| Total                   | Total                       | 5 876 | 100,00 / 100,00 | 5 / 5      |
| Eleitorado/Participação | Eleitorado/Participação     | 9 834 | 59,75 / 100,00  |            |

### Santa Comba Dão
| Partido                 | Partido                     | Votos | %               | Vereadores |
| ----------------------- | --------------------------- | ----- | --------------- | ---------- |
|                         | Partido Socialista          | 2 272 | 43,63 / 100,00  | 2 / 5      |
|                         | Partido Social Democrata    | 1 721 | 33,05 / 100,00  | 2 / 5      |
|                         | Centro Democrático Social   | 839   | 16,11 / 100,00  | 1 / 5      |
|                         | Frente Eleitoral Povo Unido | 97    | 1,86 / 100,00   | 0 / 5      |
| Votos Inválidos         | Votos Inválidos             | 278   | 5,34 / 100,00   |            |
| Total                   | Total                       | 5 207 | 100,00 / 100,00 | 5 / 5      |
| Eleitorado/Participação | Eleitorado/Participação     | 9 114 | 57,13 / 100,00  |            |

### São João da Pesqueira
| Partido                 | Partido                     | Votos | %               | Vereadores |
| ----------------------- | --------------------------- | ----- | --------------- | ---------- |
|                         | Centro Democrático Social   | 2 646 | 61,39 / 100,00  | 4 / 5      |
|                         | Partido Social Democrata    | 702   | 16,29 / 100,00  | 1 / 5      |
|                         | Partido Socialista          | 443   | 10,28 / 100,00  | 0 / 5      |
|                         | Frente Eleitoral Povo Unido | 186   | 4,32 / 100,00   | 0 / 5      |
| Votos Inválidos         | Votos Inválidos             | 333   | 7,73 / 100,00   |            |
| Total                   | Total                       | 4 310 | 100,00 / 100,00 | 5 / 5      |
| Eleitorado/Participação | Eleitorado/Participação     | 7 510 | 57,39 / 100,00  |            |

### São Pedro do Sul
| Partido                 | Partido                     | Votos  | %               | Vereadores |
| ----------------------- | --------------------------- | ------ | --------------- | ---------- |
|                         | Centro Democrático Social   | 2 928  | 33,18 / 100,00  | 3 / 7      |
|                         | Partido Social Democrata    | 2 729  | 30,92 / 100,00  | 3 / 7      |
|                         | Partido Socialista          | 1 794  | 20,33 / 100,00  | 1 / 7      |
|                         | Frente Eleitoral Povo Unido | 786    | 8,91 / 100,00   | 0 / 7      |
| Votos Inválidos         | Votos Inválidos             | 588    | 6,66 / 100,00   |            |
| Total                   | Total                       | 8 825  | 100,00 / 100,00 | 7 / 7      |
| Eleitorado/Participação | Eleitorado/Participação     | 14 466 | 61,01 / 100,00  |            |

### Sátão
| Partido                 | Partido                                 | Votos | %               | Vereadores |
| ----------------------- | --------------------------------------- | ----- | --------------- | ---------- |
|                         | Centro Democrático Social               | 3 092 | 53,45 / 100,00  | 3 / 5      |
|                         | Partido Social Democrata                | 1 704 | 29,46 / 100,00  | 2 / 5      |
|                         | Partido Socialista                      | 562   | 9,71 / 100,00   | 0 / 5      |
|                         | Frente Eleitoral Povo Unido             | 90    | 1,56 / 100,00   | 0 / 5      |
|                         | Grupos Dinamizadores de Unidade Popular | 47    | 0,81 / 100,00   | 0 / 5      |
| Votos Inválidos         | Votos Inválidos                         | 290   | 5,01 / 100,00   |            |
| Total                   | Total                                   | 5 785 | 100,00 / 100,00 | 5 / 5      |
| Eleitorado/Participação | Eleitorado/Participação                 | 8 803 | 65,72 / 100,00  |            |

### Sernancelhe
| Partido                 | Partido                     | Votos | %               | Vereadores |
| ----------------------- | --------------------------- | ----- | --------------- | ---------- |
|                         | Centro Democrático Social   | 2 206 | 67,19 / 100,00  | 4 / 5      |
|                         | Partido Socialista          | 839   | 25,56 / 100,00  | 1 / 5      |
|                         | Frente Eleitoral Povo Unido | 71    | 2,16 / 100,00   | 0 / 5      |
| Votos Inválidos         | Votos Inválidos             | 167   | 5,08 / 100,00   |            |
| Total                   | Total                       | 3 283 | 100,00 / 100,00 | 5 / 5      |
| Eleitorado/Participação | Eleitorado/Participação     | 4 703 | 69,81 / 100,00  |            |

### Tabuaço
| Partido                 | Partido                     | Votos | %               | Vereadores |
| ----------------------- | --------------------------- | ----- | --------------- | ---------- |
|                         | Partido Social Democrata    | 1 787 | 50,04 / 100,00  | 3 / 5      |
|                         | Centro Democrático Social   | 1 103 | 30,89 / 100,00  | 2 / 5      |
|                         | Partido Socialista          | 330   | 9,24 / 100,00   | 0 / 5      |
|                         | Frente Eleitoral Povo Unido | 163   | 4,56 / 100,00   | 0 / 5      |
| Votos Inválidos         | Votos Inválidos             | 188   | 5,26 / 100,00   |            |
| Total                   | Total                       | 3 571 | 100,00 / 100,00 | 5 / 5      |
| Eleitorado/Participação | Eleitorado/Participação     | 5 530 | 64,58 / 100,00  |            |

### Tarouca
| Partido                 | Partido                     | Votos | %               | Vereadores |
| ----------------------- | --------------------------- | ----- | --------------- | ---------- |
|                         | Partido Social Democrata    | 1 245 | 35,85 / 100,00  | 2 / 5      |
|                         | Frente Eleitoral Povo Unido | 1 194 | 34,38 / 100,00  | 2 / 5      |
|                         | Centro Democrático Social   | 620   | 17,85 / 100,00  | 1 / 5      |
|                         | Partido Socialista          | 168   | 4,84 / 100,00   | 0 / 5      |
| Votos Inválidos         | Votos Inválidos             | 246   | 7,08 / 100,00   |            |
| Total                   | Total                       | 3 473 | 100,00 / 100,00 | 5 / 5      |
| Eleitorado/Participação | Eleitorado/Participação     | 5 550 | 62,58 / 100,00  |            |

### Tondela
| Partido                 | Partido                     | Votos  | %               | Vereadores |
| ----------------------- | --------------------------- | ------ | --------------- | ---------- |
|                         | Centro Democrático Social   | 6 554  | 41,85 / 100,00  | 3 / 7      |
|                         | Partido Social Democrata    | 5 263  | 33,61 / 100,00  | 3 / 7      |
|                         | Partido Socialista          | 2 691  | 17,19 / 100,00  | 1 / 7      |
|                         | Frente Eleitoral Povo Unido | 360    | 2,30 / 100,00   | 0 / 7      |
| Votos Inválidos         | Votos Inválidos             | 791    | 5,05 / 100,00   |            |
| Total                   | Total                       | 15 659 | 100,00 / 100,00 | 7 / 7      |
| Eleitorado/Participação | Eleitorado/Participação     | 24 547 | 63,79 / 100,00  |            |

### Vila Nova de Paiva
| Partido                 | Partido                     | Votos | %               | Vereadores |
| ----------------------- | --------------------------- | ----- | --------------- | ---------- |
|                         | Partido Social Democrata    | 889   | 34,07 / 100,00  | 2 / 5      |
|                         | Centro Democrático Social   | 747   | 28,63 / 100,00  | 2 / 5      |
|                         | Partido Socialista          | 633   | 24,26 / 100,00  | 1 / 5      |
|                         | Frente Eleitoral Povo Unido | 101   | 3,87 / 100,00   | 0 / 5      |
| Votos Inválidos         | Votos Inválidos             | 239   | 9,16 / 100,00   |            |
| Total                   | Total                       | 2 609 | 100,00 / 100,00 | 5 / 5      |
| Eleitorado/Participação | Eleitorado/Participação     | 4 167 | 62,61 / 100,00  |            |

### Viseu
| Partido                 | Partido                     | Votos  | %               | Vereadores |
| ----------------------- | --------------------------- | ------ | --------------- | ---------- |
|                         | Centro Democrático Social   | 11 600 | 35,67 / 100,00  | 4 / 9      |
|                         | Partido Social Democrata    | 9 756  | 30,00 / 100,00  | 3 / 9      |
|                         | Partido Socialista          | 7 959  | 24,47 / 100,00  | 2 / 9      |
|                         | Frente Eleitoral Povo Unido | 1 445  | 4,44 / 100,00   | 0 / 9      |
| Votos Inválidos         | Votos Inválidos             | 1 761  | 5,41 / 100,00   |            |
| Total                   | Total                       | 32 521 | 100,00 / 100,00 | 9 / 9      |
| Eleitorado/Participação | Eleitorado/Participação     | 51 770 | 62,82 / 100,00  |            |

### Vouzela
| Partido                 | Partido                     | Votos | %               | Vereadores |
| ----------------------- | --------------------------- | ----- | --------------- | ---------- |
|                         | Partido Social Democrata    | 2 259 | 39,94 / 100,00  | 3 / 5      |
|                         | Centro Democrático Social   | 1 835 | 32,44 / 100,00  | 2 / 5      |
|                         | Partido Socialista          | 682   | 12,06 / 100,00  | 0 / 5      |
|                         | Frente Eleitoral Povo Unido | 649   | 11,47 / 100,00  | 0 / 5      |
| Votos Inválidos         | Votos Inválidos             | 231   | 4,08 / 100,00   |            |
| Total                   | Total                       | 5 656 | 100,00 / 100,00 | 5 / 5      |
| Eleitorado/Participação | Eleitorado/Participação     | 9 253 | 61,13 / 100,00  |            |